# Мејсон (Охајо)
Мејсон (енгл. Mason) град је у америчкој савезној држави Охајо.

## Демографија
По попису из 2010. године број становника је 30.712, што је 8.696 (39,5%) становника више него 2000. године.
| Група             | 2000.          | 2010.          |
| Белци             | 20.705 (94,0%) | 25.434 (82,8%) |
| Афроамериканци    | 354 (1,6%)     | 1.013 (3,3%)   |
| Азијати           | 481 (2,2%)     | 2.757 (9,0%)   |
| Хиспаноамериканци | 213 (1,0%)     | 988 (3,2%)     |
| Укупно            | 22.016         | 30.712         |